# Tétrahydrofurane
Cet article concerne la molécule de tétrahydrofurane. Pour la famille des dérivés du tétrahydrofurane, voir oxolane.
Le tétrahydrofurane (anciennement tétrahydrofuranne) ou 1,4-époxybutane ou oxolane ou oxacyclopentane ou encore oxyde de tétraméthylène, appelé souvent plus simplement THF, est un composé organique hétérocyclique. C'est un des éthers les plus polaires et il est utilisé en synthèse organique comme solvant et comme précurseur pour la synthèse de polymères.
Il a une température d'ébullition plus grande que la plupart des éthers (Téb = 66 °C). Il est narcotique et toxique (VME de 150 mg/m3).

## Synthèse
Environ 200 000 tonnes de THF sont produites chaque année dans le monde. Le procédé le plus utilisé est la déshydratation du butane-1,4-diol par catalyse acide.
Dupont a développé un procédé basé sur l'oxydation du butane en anhydride maléique suivi d'une hydrogénation.
Il est difficile de le conserver sec car il est relativement miscible à l'eau.

## Purification: élimination des peroxydes dangereux
En outre, il a tendance à former des peroxydes lors du stockage (comme tous les éthers) : il convient donc de tester la présence de peroxydes et le cas échéant de les éliminer avant tout usage car ce sont des composés particulièrement explosifs. Pour cela, on prélève un petit volume de THF à tester et on l'agite avec une solution acidifiée d'iodure de potassium à 10 % : si le test est positif (coloration jaune), il faut alors détruire les peroxydes en agitant la totalité du THF avec 1/5 de son volume d'une solution de disulfite de sodium à 5 %. On refait le test et l'on recommence si nécessaire le lavage au disulfite de sodium jusqu'à ce que le test soit négatif.
Cette précaution est indispensable avant tout usage du THF et en particulier avant la distillation, opération qui est souvent pratiquée à des fins de purification juste avant l'emploi d'un solvant : en effet, à la fin de la distillation, les résidus seront constitués presque exclusivement de ces peroxydes, lesquels vont s'échauffer et exploser. Une méthode pour éviter ce phénomène est de distiller le THF sous atmosphère inerte (azote ou argon) et sur sodium et benzophénone ((C6H5)2CO). Celle-ci forme avec le sodium un radical qui réagit avec les peroxydes de THF, l'eau et l'oxygène présents dans le THF et les élimine, produisant ainsi par distillation un THF pur, sec et désoxygéné. De plus, le radical ((C6H5)2C∙–O−) possède une couleur violet profond qui, quand elle est observée, garantit que tous les peroxydes, eau et O2 ont été éliminés.

## Utilisations
Le tétrahydrofurane est utilisé, entre autres, comme solvant ou comme monomère. En tant que monomère, il peut lui-même polymériser et former le polyéther polytétraméthylène glycol.